# Andinomyia cruciata
Andinomyia cruciata là một loài ruồi trong họ Tachinidae.